# 油车港镇
油车港镇是中华人民共和国浙江省嘉兴市秀洲区下辖的一个镇。镇政府原驻油车港自然镇，后迁往毗邻嘉兴城区北侧的马厍村。

## 行政区划
油车港镇下辖以下村级行政区划单位：
栖真社区、油车港社区、天星社区、钱家桥村、古窦泾村、百花庄村、濮家湾村、陈家坝村、马厍村、麦家村、胜丰村、上睦村、池湾村、栖真村、西湖村、千金寺村、杨溪村、澄溪村和合心村。